# Kozlac
Kozlac (lat. Arum; narodni nazivi: kuruza kačina, kuruza kačja, zminec), biljni rod s 27 vrsta trajnica iz porodice kozlačevki. Rod je raširen po Europi, sjevernoj Africi i zapadnoj i središnjoj Aziji. U Hrvatskoj raste nekoliko vrsta, istočnjački, primorski ili talijanski, crni i obični, pjegavi ili pjegasti kozlac i valjkasti kozlac. 
Kozlaci su poznati kao ljekovite, ali i otrovne biljke koje mogu izazvati smrt. Otrovna je cijela biljka, ali je najviše otrova koncentrirano u crvenim bobicama i gomolju.

## Vrste
1. Arum apulum (Carano) P.C.Boyce
2. Arum besserianum Schott
3. Arum concinnatum Schott
4. Arum creticum Boiss. & Heldr.
5. Arum cylindraceum Gasp., valjkasti kozlac
6. Arum cyrenaicum Hruby
7. Arum dioscoridis Sm.
8. Arum euxinum R.R.Mill
9. Arum gratum Schott
10. Arum hainesii Riedl
11. Arum hygrophilum Boiss.
12. Arum idaeum Coustur. & Gand.
13. Arum italicum Mill., talijanski kozlac
14. Arum jacquemontii Blume
15. Arum korolkowii Regel
16. Arum lucanum Cavara & Grande
17. Arum maculatum L., pjegasti kozlac
18. Arum megobrebi Lobin, M.Neumann, Bogner & P.C.Boyce
19. Arum meryemianum Yildirim
20. Arum nigrum Schott, crni kozlac
21. Arum orientale M.Bieb., istočnjački kozlac
22. Arum palaestinum Boiss.
23. Arum pictum L.f.
24. Arum purpureospathum P.C.Boyce
25. Arum rupicola Boiss.
26. Arum sintenisii (Engl.) P.C.Boyce
27. Arum taiwanianum S.S.Ying
28. Arum × sooi Terpó